# گروه بازیگر

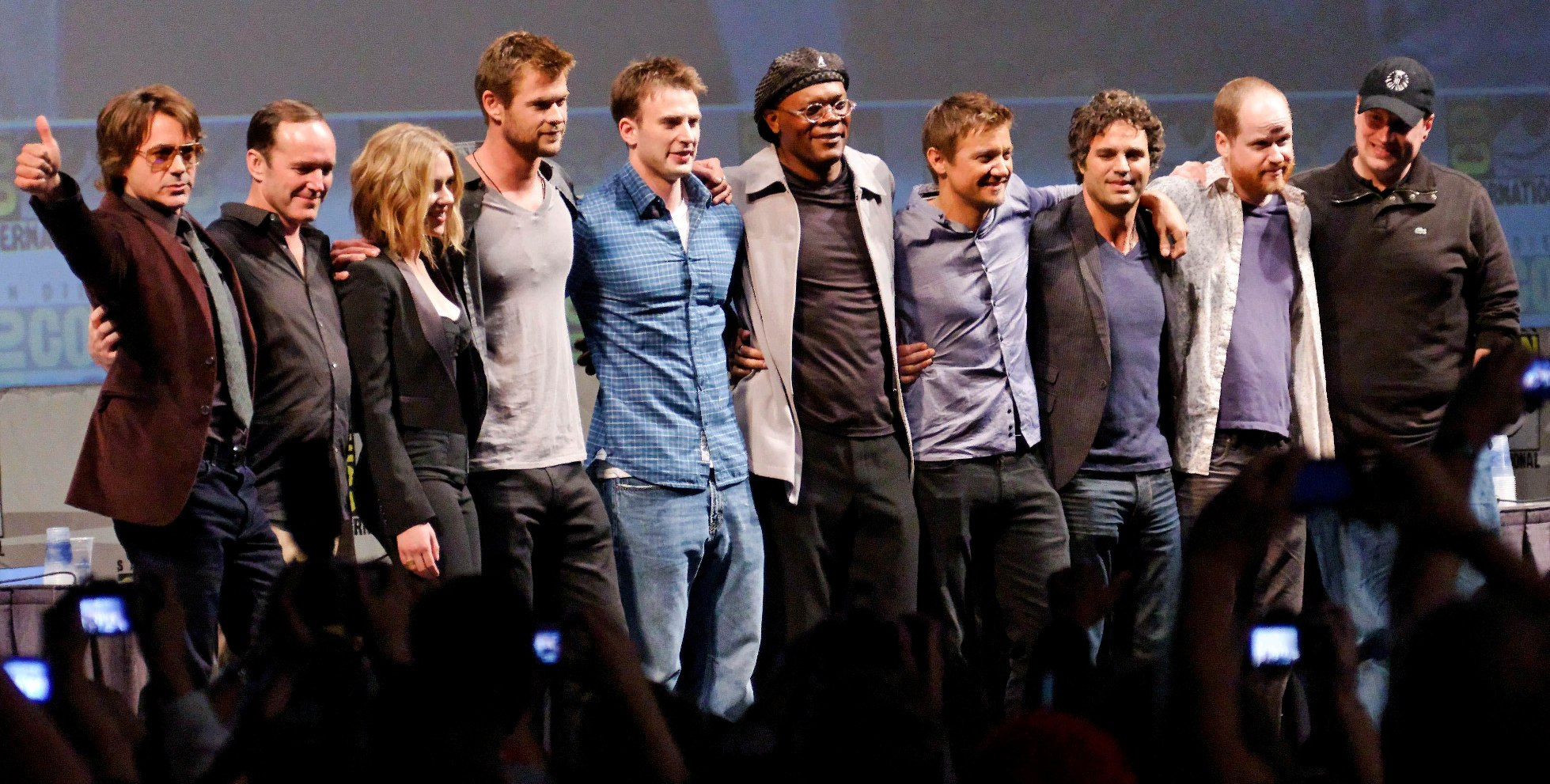
یک گروه بازیگر

در یک تولیدات نمایشی، یک گروه بازیگر وجود دارد که دارای چندین هنرپیشه و بدلکار است که معمولاً همه آنها به مقادیر تقریباً مساوی از زمان نمایش روی صحنه ظاهر می‌شوند.

## ساختار
برخلاف مدل محبوب هالیوودی که یک قهرمان را ارجحیت می‌دهد، گرایش یک گروه بازیگر بیشتر به سمت احساس «جمع و اجتماع» است.

### سینما
اولین گروه بازیگر در فیلم در اوایل سپتامبر ۱۹۱۶، فیلم حماسی ناطق تعصب اثر دی. دبلیو. گریفیث، با چهار داستان مختلف و موازی معرفی شدند. این فیلم زندگی چندین شخصیت در طول صدها سال، در فرهنگ‌های مختلف و دوره‌های زمانی مختلف را نشان می‌دهد. اتحاد خطوط مختلف نقشه‌ها و قوس‌های شخصیتی ویژگی اصلی بازیگران گروه در فیلم است. خواه یک مکان، رویداد یا یک موضوع کلی باشد که فیلم و شخصیت‌ها را به هم پیوند می‌دهد.
فیلم‌هایی که مجموعه‌های دارای ویژگی هستند تمایل دارند بر همبستگی شخصیت‌ها تأکید کنند، حتی اگر شخصیت‌ها با یکدیگر غریبه باشند. ارتباط شخصیت‌ها اغلب از طریق نمونه‌هایی از تئوری «شش درجه جدایی» به مخاطب نشان داده می‌شود و به آنها امکان می‌دهد با استفاده از نقشه شناختی، از طریق خطوط داستان حرکت کنند. نمونه‌هایی از این روش، جایی که شش درجه جدایی در فیلم‌هایی با گروه بازیگران مشهود است، در تولیداتی مانند بابل، در واقع عشق و تصادف دارد که همگی دارای تم‌های اساسی در درون داستان‌هایی هستند که هر فیلم را متحد می‌کند.
انتقام جویان و لیگ عدالت دو نمونه از فیلم‌های دارای گروه بازیگر در ژانر ابرقهرمانی هستند. در انتقام جویان، نیازی به قهرمان مرکزی در این ویژگی نیست زیرا هر شخصیت در روایت از اهمیت برابر برخوردار است و موفقیت بازیگران مجموعه را متعادل می‌کند. عمل مرجع عامل اصلی در اجرای این تعادل است، زیرا اعضای بازیگران گروه «یکدیگر را به جای واقعیت خارج» بازی می‌کنند.
دیگر فیلم‌های قابل توجه دارای گروه بازیگر
- پدرخوانده[۸]
- بی سرنخ[۹]
- مقاصد بی رحمانه

### تلویزیون
همچنین گروه بازیگر در برنامه‌های تلویزیونی محبوبیت بیشتری پیدا کردند زیرا این امکان را برای نویسندگان فراهم می‌کند تا در قسمت‌های مختلف روی شخصیت‌های مختلف تمرکز کنند. علاوه بر این، عزیمت بازیکنان از آنچه که با یک بازیگر اصلی ساخته می‌شود، مختل کننده نیست. مجموعه تلویزیونی دختران زرین و دوستان نمونه‌های برجسته ای از گروه بازیگر در کمدی موقعیت‌های آمریکایی هستند. مجموعه علمی-تخیلی درام معمایی لاست نیز داری گروه بازیگر است. بازیگران گروه ۲۰ نفره یا بیشتر بازیگر در سریال‌های آبکی متداول هستند، ژانری که به پیشرفت شخصیت‌های گروه کاملاً متکی است. با پیشرفت سریال، این ژانر به گسترش مداوم بازیگران نیز نیاز دارد، به همین دلیل سریال‌های ژانر آبکی همچون روزهای زندگی ما و جسور و زیبا پس از ده‌ها سال هنوز پابرجا است.
نمونه ای از موفقیت تلویزیون در گروه بازیگر، سریال بازی تاج و تخت اچ بی او است که برنده جایزه امی است. این مجموعه خیال پردازی حماسی یکی از بزرگ‌ترین گروه بازیگر روی پرده کوچک را نشان می‌دهد. در این سریال برخی از شخصیت‌های مهم می‌میرند و در نتیجه اش تغییرات مداوم در این گروه است.
سایر برنامه‌های تلویزیونی قابل توجه دارای گروه بازیگر
- سیمپسون‌ها
- تئوری بیگ بنگ
- چیزهای عجیب
- برگری باب
- خانواده امروزی
- بنیدورم
- پل اکلی[۱۵]